# Comuna Zaiizd, Prîlukî
Zaiizd (în ucraineană Заїзд) este o comună în raionul Prîlukî, regiunea Cernihiv, Ucraina, formată din satele Petrivske și Zaiizd (reședința).

## Demografie
Componența lingvistică a comunei Zaiizd
     Ucraineană (97,33%)
     Rusă (2,36%)
     Alte limbi (0,15%)
Conform recensământului din 2001, majoritatea populației comunei Zaiizd era vorbitoare de ucraineană (97,33%), existând în minoritate și vorbitori de rusă (2,36%).